# Thilo Schölpen
Thilo Schölpen (geb. 1966 in Orsoy)  ist ein deutscher Musiker, Komponist und Musikproduzent, der spezialisiert ist auf experimentelle Musik, Avantgarde und Performance.

## Werdegang
Schölpen studierte von 1987 bis 1991 Klavier an der Amsterdamse Hogeschool voor de Kunsten. Seit 1991 lebt und arbeitet er als freischaffender Musiker in Düsseldorf. Er gibt Solokonzerte als Pianist und spielt experimentelle Musik in Ensembles und als Solist.
2001 gründete er gemeinsam mit Peter Issig und Anja Lautermann die Gruppe Perlon und das gleichnamige Perlon Studio in Düsseldorf. Mit Perlon veröffentlichte er CDs und machte, neben Konzerten in Deutschland, auch eine Konzertreise durch Spanien.
Seit 2003 ist Schölpen im Künstlerkollektiv weltAusstellung (Anja Lautermann, Peter Issig, Uwe Möllhusen) aktiv, das, neben Konzerten auch multimediale Performances und Installationen präsentiert.
2005 transkribierte er Stücke der Elektropioniere Kraftwerk für das Klavier und gab Konzerte in Deutschland, Spanien, England, Italien und USA.
2007 begann er, gemeinsam mit Peter Issig und Sebastian Winne, Beat Clint, eine Forschungsplattform für neue musikalische Ausdrucksformen mit Bezug auf Jazz, Rock und Noise Musik. Diese Studioarbeit führte 2012 zur Veröffentlichung der CD „Beat Clint“. Es folgten Konzerte in Clubs.
2011 nahm er seine Zusammenarbeit mit Robert Schleisiek wieder auf und entwickelte mit ihm das Feedback Aerophonium, ein tonal spielbares Instrument, das auf der Klangbasis von akustischen Feedbacks arbeitet. Im Mai 2013 war die Performance beispielsweise im Rahmen der Blauen Nacht in der Katharinenruine Nürnberg zu hören. Unter dem Namen The Feedback Gents touren die beiden bis heute international.
2015 entstand „Piano-Diary“, ein Klavier-Soloprogramm, das nur zu einer Aufführung kam.

## Diskografie (Auswahl)
- 2006: Kiesgroup - Gladbach Oder Hastings
- 2009: Dogr - In Korean Wilds And Villages
- 2010: 2 Versionen
- 2012: Beat Clint - Beat Clint
- 2015: Splitter